# The Ashes
Pour les articles homonymes, voir Ashes.
The Ashes, littéralement « les Cendres », est une série de test-matchs de cricket qui opposent, tout d'abord tous les deux ans, puis, récemment, tous les ans, les équipes d'Angleterre et d'Australie. Elle se tient alternativement dans les deux pays. Plusieurs rencontres constituent une série des Ashes, le plus souvent cinq.
En 1882, les Australiens remportent un test-match à The Oval à Londres et un faire-part de décès satirique publié dans un journal britannique signale la « mort du cricket anglais » dont les « cendres seront transportées en Australie ». Une équipe anglaise effectue une tournée en Australie en 1882 et 1883 avec pour objectif symbolique de « regagner les cendres » et remporte ce qui est considéré comme la première série des Ashes. Des Australiennes remettent une urne de terre cuite contenant des cendres au capitaine de l'équipe. Cette urne funéraire devient ultérieurement le symbole de la série.

## Historique

### Naissance desAshes

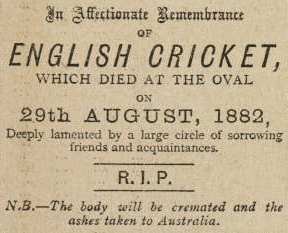
La mort du cricket anglais est annoncée par le Sporting Times du 2 septembre 1882.

En 1882, une équipe d'Australie est en tournée en Angleterre face à l'équipe d'Angleterre. Un seul test-match est organisé. Il débute le 28 août à The Oval, et les Anglais en sont favoris. Le lendemain, alors qu'ils ne doivent marquer que 85 courses dans leur seconde manche pour remporter la rencontre, ils perdent par sept courses d'écart. Fred Spofforth, avec sept guichets dans cette même manche, est le principal artisan de la victoire australienne.
Plusieurs faire-part de décès factices sont publiés dans la presse britannique dans les jours qui suivent. L'un d'eux, écrit pour le Sporting Times, annonce la « mort du cricket anglais » dont les « cendres seront transportées en Australie » : « In affectionate remembrance of English cricket which died at The Oval, 29th August, 1882. Deeply lamented by a large circle of sorrowing friends and acquaintances, RIP. NB The body will be cremated and the ashes taken to Australia. », soit littéralement « En souvenir affectueux du cricket anglais, qui est mort à The Oval le 29 août 1882, profondément pleuré par un large cercle d'amis et de connaissances peinés. Qu'il repose en paix. N.B. : Le corps sera incinéré et les cendres seront transportées en Australie. ».
Une équipe anglaise menée par Ivo Bligh se rend en Australie en fin 1882, avec pour ambition de « regagner les Cendres », au sens figuré. Les Anglais remportent deux des trois premiers test-matchs disputés, contre un seul pour les Australiens. Un quatrième, organisé plus tard, ne fait officiellement pas partie de la même série. Au cours de cette tournée, après un match amical dans l'État du Victoria, quelques Australiennes brûlent quelque chose (plusieurs hypothèses existent sur ce qu'elles ont brûlé), mettent les cendres dans une petite urne de terre cuite et l'offrent à Ivo Bligh. Cette urne devient le symbole des « cendres » regagnées.

## Urne des Ashes
L'urne des Ashes est conservée à Londres au Musée du Lords, Marylebone Cricket Club.

## Stades
La plupart des séries se sont jouées en 5 tests. Certaines se sont jouées en 4 (1938, 1975) ou en 6 matchs (1970-71, 1974-75, 1978-79, 1981, 1985, 1989, 1993, 1997).
293 matchs ont été joués (115 victoires australiennes, 92 anglaises, 86 nuls).
Tous les matchs d'une série se déroulent dans des stades différents.
En Australie, les terrains utilisés sont le Melbourne Cricket Ground (utilisé pour la première fois en 1876-77), le Sydney Cricket Ground (depuis 1881-82), l'Adelaide Oval (depuis 1884-85), le Gabba (depuis 1932-33) et le WACA (depuis 1970-71). Un test s'est joué au Brisbane Exhibition Ground en 1928-29.
En Angleterre les terrains utilisés sont The Oval (depuis 1880), Old Trafford (1884), Lord's (1884), Trent Bridge (1899), Headingley (1899) et Edgbaston (1902). Un test s'est joué au Bramall Lane de Sheffield en 1902. Sophia Gardens, à Cardiff, accueille un test lors de l'édition 2009.

## Séries

### 1948:The Invincibles(Australie)
En 1948, la compétition se joue en Angleterre. L'Australie est emmenée par Don Bradman, considéré comme le meilleur cricketer de tous les temps. Les joueurs australiens sont surnommés The Invincibles, car ils jouèrent 36 matchs sur le sol anglais (en comptant les matchs de préparation) sans perdre une seule fois. Ils gagnèrent 27 matchs, et le score fut nul seulement 9 fois. Ils enlevèrent la série sur le score de 4-0.
Le match au stade The Oval est historique car il fut le dernier de Bradman sous les couleurs australiennes. Il lui suffisait de marquer 4 runs pour atteindre la barrière mythique (et toujours infranchie) d'une moyenne de 100 runs par manche, mais fut éliminé au bout de 2 balles jouées contre lui pour un score de zéro. Bradman prit donc sa retraite internationale avec une moyenne de 99,94 runs.

### 2006-2007: Australie
À domicile, l'Australie a battu l'Angleterre par cinq victoires à zéro. Ce n'est que la deuxième fois dans l'histoire de la compétition qu'une équipe (à chaque fois l'Australie) remporte tous les matchs de la série.

### 2013
La série 2013 se joue en Angleterre, détentrice des Ashes. L'Angleterre conserve l'urne en remportant les deux premiers test-matchs et en obtenant un match nul (draw) du fait de la pluie dans le troisième test-match.

## Palmarès

### Séries jouées
| Serie | Saison    | Hôte       | Matchs | Australie     | Angleterre | Draws | Résultat   |
| ----- | --------- | ---------- | ------ | ------------- | ---------- | ----- | ---------- |
| 1     | 1882–1883 | Australie  | 3      | 1             | 2          | 0     | Angleterre |
| 2     | 1884      | Angleterre | 3      | 0             | 1          | 2     | Angleterre |
| 3     | 1884-1885 | Australie  | 5      | 2             | 3          | 0     | Angleterre |
| 4     | 1886      | Angleterre | 3      | 0             | 3          | 0     | Angleterre |
| 5     | 1886-1887 | Australie  | 2      | 0             | 2          | 0     | Angleterre |
| 6     | 1887-1888 | Australie  | 1      | 0             | 1          | 0     | Angleterre |
| 7     | 1888      | Angleterre | 3      | 1             | 2          | 0     | Angleterre |
| 8     | 1890      | Angleterre | 3      | 0             | 2          | 1     | Angleterre |
| 9     | 1891-1892 | Australie  | 3      | 2             | 1          | 0     | Australie  |
| 10    | 1893      | Angleterre | 3      | 0             | 1          | 2     | Angleterre |
| 11    | 1894-1895 | Australie  | 5      | 2             | 3          | 0     | Angleterre |
| 12    | 1896      | Angleterre | 3      | 1             | 2          | 0     | Angleterre |
| 13    | 1897-1898 | Australie  | 5      | 4             | 1          | 0     | Australie  |
| 14    | 1899      | Angleterre | 5      | 1             | 0          | 4     | Australie  |
| 15    | 1901-1902 | Australie  | 5      | 4             | 1          | 0     | Australie  |
| 16    | 1902      | Angleterre | 5      | 2             | 1          | 2     | Australie  |
| 17    | 1903-1904 | Australie  | 5      | 2             | 3          | 0     | Angleterre |
| 18    | 1905      | Angleterre | 5      | 0             | 2          | 3     | Angleterre |
| 19    | 1907-1908 | Australie  | 5      | 4             | 1          | 0     | Australie  |
| 20    | 1909      | Angleterre | 5      | 2             | 1          | 2     | Australie  |
| 21    | 1911-1912 | Australie  | 5      | 1             | 4          | 0     | Angleterre |
| 22    | 1912      | Angleterre | 3      | 0             | 1          | 2     | Angleterre |
| 23    | 1920-1921 | Australie  | 5      | 5             | 0          | 0     | Australie  |
| 24    | 1921      | Angleterre | 5      | 3             | 0          | 2     | Australie  |
| 25    | 1924-1925 | Australie  | 5      | 4             | 1          | 0     | Australie  |
| 26    | 1926      | Angleterre | 5      | 0             | 1          | 4     | Angleterre |
| 27    | 1928-1929 | Australie  | 5      | 1             | 4          | 0     | Angleterre |
| 28    | 1930      | Angleterre | 5      | 2             | 1          | 2     | Australie  |
| 29    | 1932-1933 | Australie  | 5      | 1             | 4          | 0     | Angleterre |
| 30    | 1934      | Angleterre | 5      | 2             | 1          | 2     | Australie  |
| 31    | 1936-1937 | Australie  | 5      | 3             | 2          | 0     | Australie  |
| 32    | 1938      | Angleterre | 5      | 1             | 1          | 3     | Nul        |
| 33    | 1946-1947 | Australie  | 5      | 3             | 0          | 2     | Australie  |
| 34    | 1948      | Angleterre | 5      | 4             | 0          | 1     | Australie  |
| 35    | 1950-1951 | Australie  | 5      | 4             | 1          | 0     | Australie  |
| 36    | 1953      | Angleterre | 5      | 0             | 1          | 4     | Angleterre |
| 37    | 1954-1955 | Australie  | 5      | 1             | 3          | 1     | Angleterre |
| 38    | 1956      | Angleterre | 5      | 1             | 2          | 2     | Angleterre |
| 39    | 1958-1959 | Australie  | 5      | 4             | 0          | 1     | Australie  |
| 40    | 1961      | Angleterre | 5      | 2             | 1          | 2     | Australie  |
| 41    | 1962-1963 | Australie  | 5      | 1             | 1          | 3     | Nul        |
| 42    | 1964      | Angleterre | 5      | 1             | 0          | 4     | Australie  |
| 43    | 1965-1966 | Australie  | 5      | 1             | 1          | 3     | Nul        |
| 44    | 1968      | Angleterre | 5      | 1             | 1          | 3     | Nul        |
| 45    | 1970-1971 | Australie  | 7      | 0             | 2          | 5     | Angleterre |
| 46    | 1972      | Angleterre | 5      | 2             | 2          | 1     | Nul        |
| 47    | 1974-1975 | Australie  | 6      | 4             | 1          | 1     | Australie  |
| 48    | 1975      | Angleterre | 4      | 1             | 0          | 3     | Australie  |
| 49    | 1977      | Angleterre | 5      | 0             | 3          | 2     | Angleterre |
| 50    | 1978-1979 | Australie  | 6      | 1             | 5          | 0     | Angleterre |
| 51    | 1981      | Angleterre | 6      | 1             | 3          | 2     | Angleterre |
| 52    | 1982-1983 | Australie  | 5      | 2             | 1          | 2     | Australie  |
| 53    | 1985      | Angleterre | 6      | 1             | 3          | 2     | Angleterre |
| 54    | 1986-1987 | Australie  | 5      | 1             | 2          | 2     | Angleterre |
| 55    | 1989      | Angleterre | 6      | 4             | 0          | 2     | Australie  |
| 56    | 1990-1991 | Australie  | 5      | 4             | 1          | 0     | Australie  |
| 57    | 1993      | Angleterre | 6      | 4             | 1          | 1     | Australie  |
| 58    | 1994-1995 | Australie  | 5      | 3             | 1          | 1     | Australie  |
| 59    | 1997      | Angleterre | 6      | 3             | 2          | 1     | Australie  |
| 60    | 1998-1999 | Australie  | 5      | 3             | 1          | 1     | Australie  |
| 61    | 2001      | Angleterre | 5      | 4             | 1          | 0     | Australie  |
| 62    | 2002-2003 | Australie  | 5      | 4             | 1          | 0     | Australie  |
| 63    | 2005      | Angleterre | 5      | 1             | 2          | 2     | Angleterre |
| 64    | 2006-2007 | Australie  | 5      | 5             | 0          | 0     | Australie  |
| 65    | 2009      | Angleterre | 5      | 1             | 2          | 2     | Angleterre |
| 66    | 2010-2011 | Australie  | 5      | 1             | 3          | 1     | Angleterre |
| 67    | 2013      | Angleterre | 5      | 0             | 3          | 2     | Angleterre |
| 68    | 2013-2014 | Australie  | 5      | 5             | 0          | 0     | Australie  |
| 69    | 2015      | Angleterre | 5      | 2             | 3          | 0     | Angleterre |
| 70    | 2017-2018 | Australie  | 5      | 4             | 0          | 1     | Australie  |
| 71    | 2019      | Angleterre | 5      | 2             | 2          | 1     | Nul        |
| 72    | 2020-2021 | Australie  | 5      | 3* (au 28/12) |            |       | Australie  |
| Serie | Saison    | Hôte       | Matchs | Australie     | Angleterre | Draws | Résultat   |

### Bilan
| Équipe     | Séries        | Séries        | Séries       | Séries       | Séries  | Séries | Matchs        | Matchs        | Matchs       | Matchs       | Matchs | Matchs |
| Équipe     | En Angleterre | En Angleterre | En Australie | En Australie | Total   | Total  | En Angleterre | En Angleterre | En Australie | En Australie | Total  | Total  |
| Équipe     | Gagnées       | Nulles        | Gagnées      | Nulles       | Gagnées | Nulles | Gagnés        | Nulles        | Gagnés       | Nulles       | Gagnés | Nulles |
| ---------- | ------------- | ------------- | ------------ | ------------ | ------- | ------ | ------------- | ------------- | ------------ | ------------ | ------ | ------ |
| Angleterre | 18            | 4             | 14           | 2            | 32      | 6      | 52            | 61            | 56           | 25           | 108    | 86     |
| Australie  | 14            | 4             | 19           | 2            | 33      | 6      | 50            | 61            | 86           | 25           | 136    | 86     |
| Total      | 36            | 36            | 35           | 35           | 71      | 71     | 163           | 163           | 167          | 167          | 330    | 330    |

## Records

### Records individuels
|                             | Joueur         | Équipe     | Record | Saison/Période  |
| --------------------------- | -------------- | ---------- | ------ | --------------- |
|                             |                |            |        |                 |
| Batteurs                    |                |            |        |                 |
| Total de runs               | Donald Bradman | Australie  | 5028   | 1928-1948       |
| Moyenne à la batte          | Donald Bradman | Australie  | 89,78  | 1928-1948       |
| Total de runs en une manche | Len Hutton     | Angleterre | 364    | 1938 (5e match) |
|                             |                |            |        |                 |
| Lanceurs                    |                |            |        |                 |
| Total de wickets            | Shane Warne    | Australie  | 195    | 1993-2007       |
| Moyenne au lancer           | George Lohmann | Angleterre | 13,01  | 1886-1896       |

## Aspects sociaux-économiques

### Les Ashes dans la fiction
- Dans le troisième volet de l'œuvre de Douglas Adams, H2G2, intitulé La Vie, l'Univers, et le reste, les robots de la planète Krikket dérobent l'urne des Ashes, où l'on apprend qu'il s'agit en fait du « Bâton de Bois », l'une des pièces de la clé qui libérerait leurs maîtres.